# Dominația otomană asupra Țărilor Române
Expansiunea otomană din a doua jumătate a secolului al XV-lea este tot mai clar îndreptată împotriva Țărilor Române, turcii urmărind stăpânirea bazinului Mării Negre și ocuparea cetăților Chilia și Cetatea Albă.
În cele din urmă, în secolul următor, Țările Române intră sub dominație otomană dar, deși pierd independența, își mențin un grad de autonomie care avea să varieze în funcție de circumstanțe de-a lungul secolelor.
Relațiile dintre Principatele Române și Poarta Otomană erau reglementate prin acorduri și capitulații prin care domnitorii români recunoșteau suzeranitatea sultanului, acceptau plata tributului și promiteau să urmeze politica externă otomană.
Otomanii se obligau să nu atace țările românești și să le ofere protecție împotriva tătarilor.
În urma cuceririi Constantinopolului din 1453, și deci a dispariției Imperiului Bizantin, majoritatea statelor sud-est-europene se simt nevoite să se supună puterii otomane.
Mehmed al II-lea, considerându-se moștenitor al fostului Imperiu Bizantin și conștient de importanța geostrategică a Istanbulului, dorește să impună control deplin și asupra vasalilor săi creștini care erau tentați să se alieze cu Veneția sau Ungaria.
Astfel, în a doua jumătate a secolului al XV-lea, marele sultan reușește să cucerească: Serbia (1459), sudul Greciei (1460), Bosnia (1463) și alte teritorii balcanice.
La nord de Dunăre însă, întâmpină rezistența armatelor lui Vlad Țepeș, care era aliat cu Ungaria.
De aceea, în 1462, impune la tronul Țării Românești pe Radu cel Frumos, care îi era fidel.
În 1606, Pacea de la Zsitvatorok pune capăt Războiului celui Lung.
Urmează o restaurare a puterii otomane în cele două principate române și în Transilvania, răsculate împotriva acesteia, tendință care se impune tot mai clar în al doilea deceniu al secolului al XVII-lea.
Domniile lui Radu Mihnea (1611 - 1616) în Țara Românească, Ștefan Tomșa (1611 - 1615) în Moldova și Gabriel Bethlen (1613 - 1629) în Transilvania erau destinate să aducă cele trei principate sub suzeranitatea Porții Otomane, dar în condiții diferite față de cele care caracterizaseră dominația otomană în secolul precedent.
Într-adevăr, turcii sunt conștienți că nu pot reveni la vechiul sistem, bazat pe imixtiunea în treburile interne, prin impunerea de domnitori după propria voință.

## Vezi și
- Bir